# Заболочені ліси дельти Нігеру
Заболочені ліси дельти Нігеру (ідентифікатор WWF: AT0122) — афротропічний екорегіон тропічних та субтропічних вологих широколистяних лісів, розташований в дельті Нігеру на півдні Нігерії.

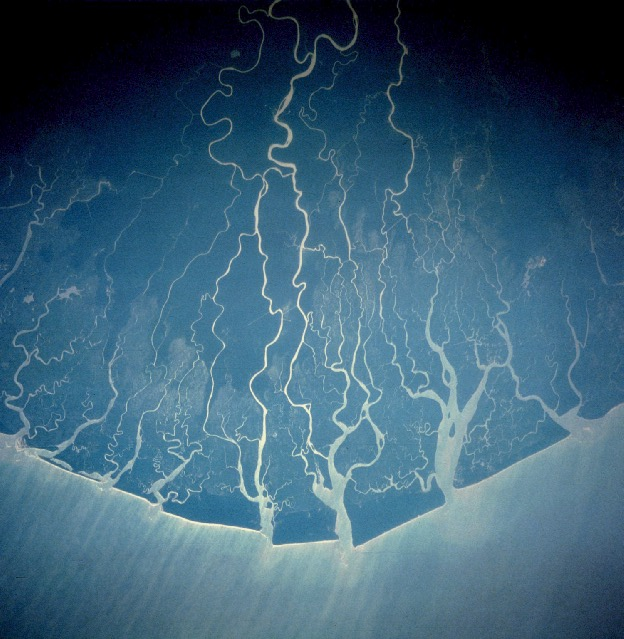
Вид на дельту Нігеру з космосу

## Географія
Екорегіон заболочених лісів дельти Нігеру охоплює трикутної форми територію загальною площею 14 341 км², розташовану в дельті річки Нігер, на території нігерійських штатів Ріверс, Баєльса і Дельта. На південь від регіону, у прибережній смузі шириною 10 км, де вплив солоної води більш виражений, поширені центральноафриканські мангри. Західною межею регіону є річка Бенін, за якою починаються рівнинні ліси Нігерії, а східною межею — річка Імо, за якою починаються Кросс-Нігерські перехідні ліси. Вершина трикутника розташована північніше міста Абох, а на північному сході регіону розташоване місто Порт-Гаркорт.
Дельта Нігеру формувалася як річковими алювіальними відкладами, так і морськими відкладами, починаючи з верхньої крейди. Низовинний рельєф регіону призвів до формування численних звивистих рукавів Нігеру та його приток, а також піщаних бар'єрних островів. Ґрунти дельти змінюються залежно від течії річок і струмків. На місці давніх річкових русел поширені піщані ґрунти та суглинки, в западинах — заболочені глинисті ґрунти, а на підвищеннях — мулисті суглинки та глинисті ґрунти.

## Клімат
В межах екорегіону переважає мусонний клімат (Am за класифікацією кліматів Кеппена). Сезон дощів триває з березня-квітня по жовтень, а його пік припадає на липень. Середньорічна кількість опадів на півночі регіону становить 2500 мм, а на півдні — близько 4000 мм, що робить цей регіон одним з найбільш вологих в Африці. Пік сухого сезону припадає на січень-лютий, однак навіть в цей час середньомісячна кількість опадів становить 150 мм. Відносна вологість повітря рідко опускається нижче 60 % і коливається між 90 % і 100 % протягом більшої частини року. Протягом більшої частини сезону дощів хмарний покрив майже суцільний, через що в регіоні протягом року є приблизно 1500 сонячних годин. Середньорічна температура становить приблизно 28 °C.
Найважливішим фактором, що визначає біологічні зміни в дельті Нігеру, є її гідрологія. Крім опадів, основні зміни в її гідрологічному режимі викликані припливними рухами Атлантичного океану та розливами річки Нігер. Повінь починається ближче до кінця сезону дощів у серпні, досягає піку в жовтні та завершується в грудні. Коливання річкового стоку визначаються річними коливаннями кількості опадів, але після завершення будівництва ГЕС Каїнджі у 1968 році відкриття та закриття шлюзів греблі також впливають на річковий режим.

## Флора
Лісові угруповання екорегіону змінюються відповідно до його гідрологічних коливань. В заплавах Нігеру та його рукавів поширені затоплювані ліси. Під час сухого сезону ґрунт в цих лісах сухий, однак під час сезону дощів рівень води постійно підвищується, що зрештою призводить до повного затоплення, яке зазвичай триває з жовтня по грудень. Серед поширених в заплавних лісах дерев слід відзначити  червоне залізне дерево (Lophira alata), африканський мускатний горіх (Pycnanthus angolensis), африканський ріцинодендрон (Ricinodendron heudelotii), габонський сакоглоттіс (Sacoglottis gabonensis), різні види уапаки (Uapaca spp.), черешчату мітрагіну (Mitragyna stipulosa), західноафриканську альбіцію (Albizia adianthifolia), африканське манго (Irvingia gabonensis), габонську клайнедоксу (Klainedoxa gabonensis), африканське хлібне дерево (Treculia africana) та різновид фікусів Ficus vogeliana. Також в цих лісах ростуть олійні пальми (Elaeis guineensis), а в підліску поширені різні види ліан, зокрема Calamus deerratus
Центральна заболочена частина дельти, яку перетинають старі річкові рукави, рідко затоплюється під час розливів Нігеру, і не піддається впливу припливів і відпливів, отже є відносно стабільною. Значна частина лісів в цій місцевості є постійно заболоченою. Розподіл різних порід дерев визначається гідрографією, причому більш сухі ділянки, розташовані на місці старих річкових русел, є більш флористично різноманітними, ніж заболочені ліси. Серед дерев, поширених в цій частині екорегіону, слід відзначити різні види уапаки (Uapaca spp.), макаранги (Macaranga spp.), ксілопії (Xylopia spp.) та ротманії (Rothmannia spp.), а також габонський клайнетантус (Klaineanthus gaboniae), центральноафриканську антостему (Anthostema aubryanum), кучерявоцвітий хексалобус (Hexalobus crispiflorus), кулясту симфонію (Symphonia globulifera), африканське масляне дерево (Pentadesma butyracea), черешчату мітрагіну (Mitragyna stipulosa), целокаріон Прейса (Coelocaryon preussii), плямисте дерево Маршаля (Pycnanthus marchalianus) та африканський ктенолофон (Ctenolophon englerianus).
Середня висота дерев регіону, що становить 20-25 м, є невеликою, порівняно з висотою дерев в інших дощових лісах. Подекуди трапляються поодинокі дерева висотою 35-40 м. В сухіших частинах регіону такими деревами виступають червоні залізні дерева (Lophira alata), габонські сакоглоттіси (Sacoglottis gabonensis), африканські мангові дерева (Irvingia gabonensis) та габонські клайнедокси (Klainedoxa gabonensis), а у вологіших частинах — альстонії Буна (Alstonia boonei) та африканські ктенолофони (Ctenolophon englerianus). В чагарниковому ярусі переважають різні види уратеї (Ouratea spp.) та хомаліума (Homalium spp.), а також Diospyros preussii, Massularia acuminata, Monodora myristica та Alchornea cordifolia. В підліску ростуть еремоспати (Eremospatha spp.), подококкуси (Podococcus spp.) та інші невисокі пальми, а також рослини з родин Марантові (Marantaceae) та Імбирні (Zingiberaceae).

## Фауна
Серед поширених в регіоні ссавців слід відзначити північного бушбока (Tragelaphus scriptus), китицевуху свиню (Potamochoerus porcus), сітатунгу (Tragelaphus spekii), чорного дуїкера (Cephalophus niger), чорнолобого дуїкера (Cephalophus nigrifrons), жовтоспинного дуїкера (Cephalophus silvicultor), дуїкера Огілбі (Cephalophus ogilbyi), оливкового колобуса (Procolobus verus), рудоголового мангабі (Cercocebus torquatus), рудочереву мартишку (Cercopithecus erythrogaster), мавпу Мона (Cercopithecus mona), мавпу Склейтера (Cercopithecus sclateri) та білоносу мавпу (Cercopithecus nictitans). Також тут зустрічаються рідкісні лісові слони (Loxodonta cyclotis), нігерійсько-камерунські шимпанзе (Pan troglodytes ellioti), гривасті генети (Genetta cristata) та африканські ламантини (Trichechus senegalensis). Ендеміками регіону є рідкісні дельтові колобуси (Piliocolobus epieni) та рідкісний підвид карликового бегемота (Choeropsis liberiensis heslopi). Також в регіоні мешкає переважна частина популяції нігерійських астрильдів (Estrilda poliopareia).

## Збереження
Протягом багатьох десятиліть дельта Нігеру не зазнавала масового знищення природного середовища, характерного для сусідніх екорегіонів, оскільки регіон відзначався низькою густотою населення та низькою соціально-економічною активністю, передусім пов'язаною з відсутністю доступу до дельти. Ситуація змінилася, коли в 1950-х роках тут було виявлено нафту, а пов'язана з цим діяльність (будівництво доріг і каналів) відкрила шлях для експлуатації великих ділянок у внутрішній частині дельти.
Оцінка 2017 року показала, що 1178 км², або 8 % екорегіону, є заповідними територіями. Природоохоронні території включають Лісовий заповідник Едуманом та Лісовий заповідник Ологбо.